# Klimkó Dezső
Klimkó Dezső (Szeged, 1900. március 11. – Budapest, 1972. június 4.) sebész orvos, orvosi szakíró.

## Életpályája
Oklevelét Budapesten szerezte (1924), pécsi és budapesti sebészeti klinikákon dolgozott, 1937-től a Szent János és a Szent István kórház osztályvezető főorvosa. 1940 októberétől a kolozsvári Ferenc József Tudományegyetem tanára. A Bolyai Tudományegyetem orvosi és gyógyszerészeti fakultásainak Marosvásárhelyre helyezésekor magyar állampolgárként, mint szerződéses tanár megszervezte és vezette a sebészeti klinikát (1945-47). Magyarországra visszatérve különböző kórházakban sebész főorvos professzori minőségben működött nyugdíjazásáig (1969). Tudományos munkássága főleg az érzéstelenítésre, tüdősebészetre, a gyomor- és a nyombélfekélyek műtéttanára terjedt ki. Tudományos közleményeit magyar, német, angol, francia és olasz szakfolyóiratokban adták közre. Életpályájáról Kelemen László szerkesztésében orvos-monográfia készült (Marosvásárhely, 1946. Acta Medica-sorozat).

## Tudományos közleményei (válogatás)
- Újabban használt altatószerekről. Budapest : Egyetemi Nyomda, 1930. 11 p. (Klny. az Orvosképzésből)
- Az általános érzéstelenítés. Bakay Lajos előszavával. Budapest : Magyar Orvosi Könyvkiadó Társulat : Eggenberger féle Könyvkereskedés, 1933. 131 p.
- A hashártya-összenövések. Budapest : Egyetemi Ny., 1938. 35, [1] p. (Klny. a Magyar Sebésztársaság Munkálataiból)
- Neuer Beitrag zur Frage des Halsrippensyndroms. Budapest : Rényi ; Leipzig : Barth, 1944. 14 p. (Acta Medica ; 14.)
- Veleszületett nyaki nyálsipolyok. Horányi Jánossal. [Budapest] : [Athenaeum Ny.], 1958. fol. 508-510. (Klny. az Orvosi Hetilapból)
- A gyomor és a nyombélfekély sebészetének időszerű kérdései. Budapest : [Athenaeum Ny.], 1959. fol. 531-540. (Klny. az Orvosi Hetilapból)
- A gyomor- és nyombélfekély műtéte utáni késői panaszok kóroktana és sebészi elemzése. Stefanics Jánossal, Egri Györggyel. Budapest : Athenaeum Ny., [1961] fol. 97-104. (Klny. az Orvosi Hetilap 1960. évfolyamából)